# Есино (Вологодская область)
Есино — деревня в Белозерском районе Вологодской области.
Входит в состав Шольского сельского поселения, с точки зрения административно-территориального деления — в Шольский сельсовет.
Расстояние по автодороге до районного центра Белозерска составляет 104 км, до центра муниципального образования села Зубово — 1 км. Ближайшие населённые пункты — Верховье, Гаврино, Зубово, Митино, Смолино.
Население по данным переписи 2002 года — 31 человек (12 мужчин, 19 женщин). Преобладающая национальность — русские (97 %).